# Heima
«Heima» — музыкальный фильм исландской группы Sigur Rós.

## Сюжет
После продолжительного мирового турне группа «Sigur Rós» вернулась в Исландию, чтобы дать там ряд концертов. Помимо концертных записей и интервью с участниками группы в фильме показано множество прекрасных видов исландской природы.

## Интересные факты
- «Heima» может быть переведено с исландского как «до́ма».
- Слоган фильма «Heima. A tribute to the people and places that make up „home“».